# 豊村 (茨城県)
豊村（とよむら）は、かつて茨城県筑波郡に存在した村である。現在の茨城県つくばみらい市の南部に位置する。
村の南部には小貝川がある。

## 沿革
- 1889年（明治22年）4月1日 - 町村制施行に伴い、豊体村・青木村・青古新田・福田村・弥柳村・狸淵村・長渡呂村・長渡呂新田が合併して筑波郡豊村が成立。
- 1954年（昭和29年）7月1日 - 三島村・谷井田村・小張村と合併し伊奈村が発足。 同日豊村廃止。